# Patryk Dziczek
Patryk Dziczek (Gliwice, 25 marzo 1998) è un calciatore polacco, centrocampista del Piast Gliwice.

## Caratteristiche tecniche
È un centrale dall'ottima visione di gioco, impiegabile sia come play maker che da mezz'ala.

## Carriera

### Club

#### Inizi
Esordisce tra i professionisti il 5 giugno 2015 con il Piast Gliwice nella sconfitta per 3-0 contro il KS Cracovia.
Dopo due stagioni in cui ha giocato poco, dal 2017-2018 il suo spazio aumenta, affermandosi come titolare della squadra.

#### Salernitana
Dopo avere militato per 4 anni nel Piast Gliwice, il 23 agosto 2019 è stato acquistato dalla Lazio, che dopo pochi giorni lo ha ceduto in prestito alla Salernitana.
Il 5 ottobre 2020 il prestito viene rinnovato per un altro anno.
Il 20 febbraio 2021, durante una trasferta ad Ascoli Piceno, si accascia a terra vittima di un malore. Grazie al pronto intervento di medici, compagni di squadra ed avversari (tra cui in particolare Francesco Di Tacchio e Vittorio Parigini) lascia il campo cosciente, sebbene in ambulanza.

#### Ritorno al Piast Gliwice
Il 31 agosto 2022, dopo anni sotto contratto con la Lazio senza mai scendere il campo, torna al Piast Gliwice, club in cui è cresciuto calcisticamente.

### Nazionale
Il 5 ottobre 2023 viene convocato per la prima volta in nazionale maggiore, con cui ha esordito 7 giorni dopo nel successo per 0-2 in casa delle Fær Øer.

## Statistiche

### Presenze e reti nei club
Statistiche aggiornate al 15 ottobre 2022.
| Stagione             | Squadra              | Campionato           | Campionato | Campionato | Coppe nazionali | Coppe nazionali | Coppe nazionali | Coppe continentali | Coppe continentali | Coppe continentali | Altre coppe | Altre coppe | Altre coppe | Totale | Totale |
| Stagione             | Squadra              | Comp                 | Pres       | Reti       | Comp            | Pres            | Reti            | Comp               | Pres               | Reti               | Comp        | Pres        | Reti        | Pres   | Reti   |
| -------------------- | -------------------- | -------------------- | ---------- | ---------- | --------------- | --------------- | --------------- | ------------------ | ------------------ | ------------------ | ----------- | ----------- | ----------- | ------ | ------ |
| 2014-2015            | Piast Gliwice        | EK                   | 1          | 0          | CP              | 0               | 0               | -                  | -                  | -                  | -           | -           | -           | 1      | 0      |
| 2015-2016            | Piast Gliwice        | EK                   | 0          | 0          | CP              | 0               | 0               | -                  | -                  | -                  | -           | -           | -           | 0      | 0      |
| 2016-2017            | Piast Gliwice        | EK                   | 2          | 0          | CP              | 0               | 0               | UEL                | 0                  | 0                  | -           | -           | -           | 2      | 0      |
| 2017-2018            | Piast Gliwice        | EK                   | 24         | 1          | CP              | 2               | 1               | -                  | -                  | -                  | -           | -           | -           | 26     | 2      |
| 2018-2019            | Piast Gliwice        | EK                   | 33         | 3          | CP              | 2               | 0               | -                  | -                  | -                  | -           | -           | -           | 35     | 3      |
| lug.-ago. 2019       | Piast Gliwice        | EK                   | 3          | 0          | CP              | 0               | 0               | UCL+UEL            | 2+2                | 0                  | -           | -           | -           | 7      | 0      |
| ago. 2019-2020       | Salernitana          | B                    | 20         | 1          | CI              | 0               | 0               | -                  | -                  | -                  | -           | -           | -           | 20     | 1      |
| 2020-2021            | Salernitana          | B                    | 15         | 0          | CI              | 1               | 0               | -                  | -                  | -                  | -           | -           | -           | 16     | 0      |
| Totale Salernitana   | Totale Salernitana   | Totale Salernitana   | 35         | 1          |                 | 1               | 0               | -                  | -                  | -                  | -           | -           | -           | 36     | 1      |
| 2021-2022            | Lazio                | A                    | 0          | 0          | CI              | 0               | 0               | UEL                | 0                  | 0                  | -           | -           | -           | 0      | 0      |
| 2022-2023            | Piast Gliwice        | EK                   | 7          | 0          | CP              | 0               | 0               | -                  | -                  | -                  | -           | -           | -           | 7      | 0      |
| Totale Piast Gliwice | Totale Piast Gliwice | Totale Piast Gliwice | 70         | 4          |                 | 4               | 1               |                    | 4                  | 0                  |             | -           | -           | 78     | 5      |
| Totale carriera      | Totale carriera      | Totale carriera      | 105        | 5          |                 | 5               | 1               |                    | 4                  | 0                  |             | 0           | 0           | 114    | 6      |

### Cronologia presenze e reti in nazionale
| Cronologia completa delle presenze e delle reti in nazionale ― Polonia | Cronologia completa delle presenze e delle reti in nazionale ― Polonia | Cronologia completa delle presenze e delle reti in nazionale ― Polonia | Cronologia completa delle presenze e delle reti in nazionale ― Polonia | Cronologia completa delle presenze e delle reti in nazionale ― Polonia | Cronologia completa delle presenze e delle reti in nazionale ― Polonia | Cronologia completa delle presenze e delle reti in nazionale ― Polonia | Cronologia completa delle presenze e delle reti in nazionale ― Polonia |
| Data                                                                   | Città                                                                  | In casa                                                                | Risultato                                                              | Ospiti                                                                 | Competizione                                                           | Reti                                                                   | Note                                                                   |
| ---------------------------------------------------------------------- | ---------------------------------------------------------------------- | ---------------------------------------------------------------------- | ---------------------------------------------------------------------- | ---------------------------------------------------------------------- | ---------------------------------------------------------------------- | ---------------------------------------------------------------------- | ---------------------------------------------------------------------- |
| 12-10-2023                                                             | Tórshavn                                                               | Fær Øer                                                                | 0 – 2                                                                  | Polonia                                                                | Qual. Euro 2024                                                        | -                                                                      | 82’                                                                    |
| 15-10-2023                                                             | Varsavia                                                               | Polonia                                                                | 1 – 1                                                                  | Moldavia                                                               | Qual. Euro 2024                                                        | -                                                                      | 46’                                                                    |
| Totale                                                                 |                                                                        | Presenze                                                               | 2                                                                      |                                                                        | Reti                                                                   | 0                                                                      |                                                                        |

## Palmarès

### Club

#### Competizioni nazionali
- Campionato polacco: 1

Piast Gliwice: 2018-2019